# Anthicus lessepsi
Anthicus lessepsi is een keversoort uit de familie snoerhalskevers (Anthicidae). De wetenschappelijke naam van de soort is voor het eerst geldig gepubliceerd in 1868 door Marseul.